# 六郷堀 (埼玉県)

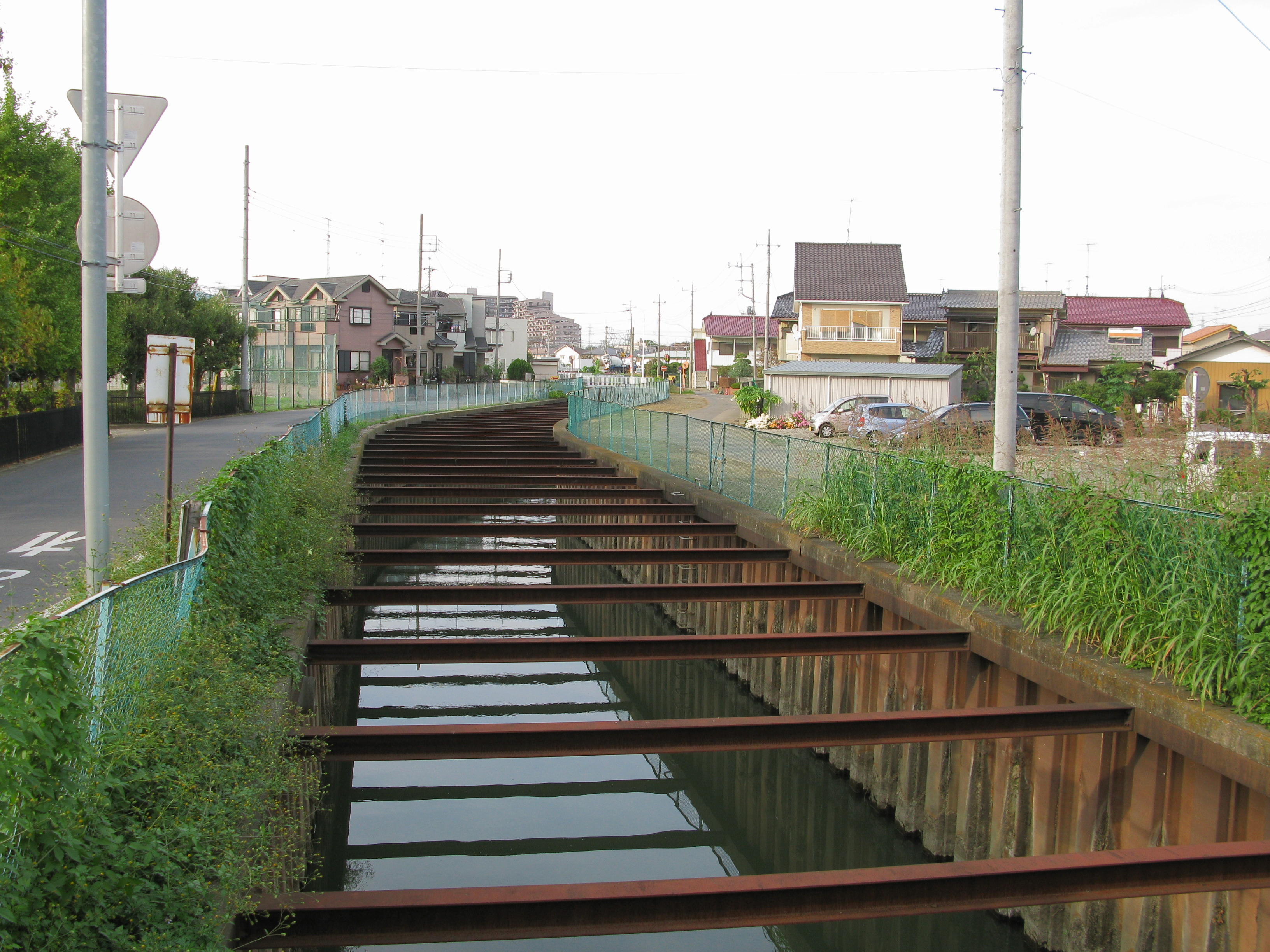
花崎1丁目新六郷橋付近

六郷堀（ろくごうぼり）は、埼玉県加須市を流れる河川である。

## 概要
この六郷堀は開削された当初は下流河川である天王新堀とは別の河川であったが、現在では接続し、天王新堀の上流河川となっている。六郷堀は加須市南大桑と久喜市鷲宮の境界付近に位置する東武伊勢崎線の橋梁西方付近で天王新堀と名称を変える。また、六郷堀は六郷堀川（ろくごうぼりがわ）と称されることもある。
流域としては、上流付近はかつて耕地整理が行われ水田などが所在する農地などであったが、区画整理事業や宅地開発などを経て、現在では市街地となっている。東北自動車道より東側の地域においては、今日も水田などの農地が所在している。なお、流路の詳細に関しては下記の流路節を参照されたい。

## 流路
- 東栄1丁目の南東部および久下1丁目の南部を市道の北側に並行し東南東に流下する。
- 久下2丁目に至り約25m程流下したところで南南西へと流路を変え、約25m程流下したところで再び東南東へと流路を変え、市道の南側に並行し流下する。
- 久下4丁目の南部を東南東へと流下し、やがて南篠崎1丁目（北側）と久下4丁目・花崎（南側）の境界を成しながら流下する。
- 南篠崎1丁目（北側）と花崎北4丁目（南側）の境界にてそれまでの東南東方面よりやや東方面へと曲流しながら流下する。この区間では南側に調節池が設けられている。
- 花崎北3丁目・花崎北2丁目（北側）と花崎北4丁目・花崎北1丁目（南側）の境界を成しながら東南東へ向かい流下する。
- 花崎北2丁目の東南部に所在する花崎北公園の南側にてそれまでの東南東方面より南へと流路を変え、花崎北1丁目を流下する。
- 東武伊勢崎線を南側へと横断し流域周辺は花崎1丁目となり、花崎1丁目の東部を南南東へと流下する。
- 東北自動車道の西側にて、余水はそのまま南へと流下し、西方より流下してくる青毛堀川へと至り、流入する。本流はこの青毛堀川との合流地点より約50m程上流にて余水を流下させる流路より分水する形で、東へと流下し、東北自動車道を東へと横断する。
- 南篠崎および南大桑の南部を、青毛堀川の北方を並行しおおよそ東へと流下する。この区間の流域周辺からは水田などの農地となっている。
- 加須市南大桑（西側）と久喜市鷲宮（東側）の境界付近（東武伊勢崎線橋梁の西方）にて二筋に分流する。本流は東へと流下し名称が「六郷堀」より「天王新堀」へと変わり、終点となる。もう一筋は余水の流下用で、加須市南大桑（西側）と久喜市鷲宮（東側）の境界を成しながら南へと流下し、西北西より流下してくる青毛堀川へと流入する。なお、二筋に分かれた後に余水を流下させる側の流路では分水後約50m程下流の地点に堰が設けられており、夏の灌漑期には閉門され、天王新堀へと導水される。
- 終点：天王新堀

## 橋梁
- 上六郷橋
- 向日葵橋
- 六郷堀橋梁（東武伊勢崎線）

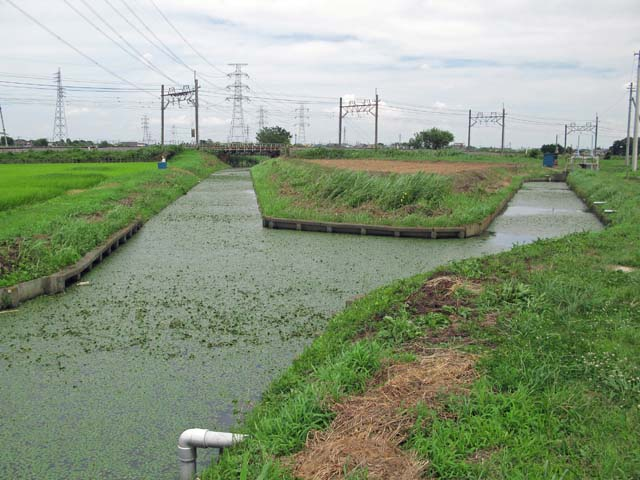
六郷堀の終点（天王新堀の起点）

- 六郷大橋（埼玉県道370号北中曽根北大桑線）
- 新六郷橋
- 三条島橋

## 周辺の施設
- 久下公園
- 久下浄水場
- 加須工業団地
- 加須市立花崎北小学校
- 花崎遺跡
- 城北自動車学校
- 花崎北公園
- 花崎駅